# 纤细婆罗门参
纤细婆罗门参（学名：Tragopogon gracilis）为菊科婆罗门参属下的一个种。其种加词来源于拉丁文“gracilis”，意为“细长的”。纤细婆罗门参主要分布於西藏（札达、吉隆）海拔2900-4 300米的山坡上。伊朗、阿富汗、印度西北部、尼泊尔及哈萨克斯坦也有分布該物種。